# Nutation (botanik)
Nutation (från senlatinets nutatio vajande, pendlande från det äldre latinets nutare röra sig av och an, vagga, vaja, nicka) är en böjning eller vridning hos växtdelar som inte orsakas av yttre påverkan utan är grundad i växtens inre beskaffenhet.
Nutation förekommer bland annat hos unga blad, som i knoppen växer starkare på undersidan och därvid böjer sig över stamspetsen, senare starkare på översidan, så att de böjer sig utåt, så kallad epinasti. Nutation förekommer även hos groddplantor där skottspetsen på grund av nutation blir hakformigt krökt. Slingerväxternas rörelser orsakas däremot i allmänhet av tropism.